# Лужки (Михайловский район)
Лужки — село Грязновского сельского поселения Михайловского района Рязанской области России.

## Общие сведения

### География
Село находится на р. Проня. В непосредственной близости расположились Костино, Кадушино, Подобреево.

### Население
| 1859 | 1897  | 1906  | 2007 | 2010 |
| ---- | ----- | ----- | ---- | ---- |
| 643  | ↗1025 | ↗1160 | ↘61  | ↘42  |

### Климат
Климат умеренно континентальный, характеризующийся тёплым, но неустойчивым летом, умеренно-суровой и снежной зимой. Ветровой режим формируется под влиянием циркуляционных факторов климата и физико-географических особенностей местности. Атмосферные осадки определяются главным образом циклонической деятельностью и в течение года распределяются неравномерно.
Согласно статистике ближайшего крупного населённого пункта — г. Рязани, средняя температура января −7.0 °C (днём) / −13.7 °C (ночью), июля +24.2 °C (днём) / +13.9 °C (ночью).
Осадков около 553 мм в год, максимум летом.
Вегетационный период около 180 дней.

## История
В 1594-1597 годах упоминается как деревня Моржевского стана.
В качестве деревни Лужки упоминаются в приправочных книг 1616 года, где одна половина деревни с 7 дворами значилась за Григорием Евтропьемым сыном Войниковым, а другая — с 6 дворами за Койтасом Григорьевым сыном Матюкова.
При находившейся в селе Преображенской церкви, упоминаемой в окладных книгах 1676 года, в приходе значилось 204 двора, в том числе 17 — боярских.
В 1849 году вместо церкви 1709 года была построена новая Преображенская церковь с Казанским приделом.
В XIX — начале XX века село являлось центром Лужковской волости Михайловского уезда Рязанской губернии.
В 1905 году в селе было 180 дворов.
С 1929 года село являлось центром Лужковского сельсовета Горловского района Тульского округа Московской области, с 1935 года — в составе Чапаевского района, с 1937 года — в составе  Рязанской области, с 1959 года — в составе Михайловского района, с 2005 года — в составе Грязновского сельского поселения.

### Этимология
- Название села происходит от слова Лужок (небольшой луг, прогалина[9]) по топонимической модели на -и (-ы)[10].